# Marie Rose Flesch
Pour les articles homonymes, voir Flesch.
Marie-Rose Flesch (Vallendar, 24 février 1826 - Waldbreitbach, 25 mars 1906) est une religieuse fondatrice des franciscaines de la Bienheureuse Vierge Marie des Anges et reconnue bienheureuse de l'Église catholique.

## Biographie
Marguerite Flesch naît dans la famille d'un meunier, Johann Georg Flesch, qui travaille pour le couvent de Schönstatt. Sa mère meurt en 1832 et la fillette est élevée par sa belle-mère, nouvelle épouse de son père qui ouvre son propre moulin à huile en 1838 dans la vallée de Fockenbach. Elle a deux sœurs cadettes et trois demi-sœurs. La famille vit dans la gêne et peine à payer ses taxes. Le père meurt en 1842 et la jeune fille de seize ans a la responsabilité de subvenir aux besoins de la famille. Elle ramasse des plantes pour faire des infusions et les vend aux apothicaires de la ville. Elle apprend ainsi elle-même les qualités médicinales des différentes herbes. Elle quitte le domicile familial en 1851 avec sa sœur Maria Anna et s'installe dans un des deux ermitages de la Kreuzkapelle (chapelle de la Croix) sur la Wied entre Waldbreitbach et Hausen.
Entre 1852 et 1863, elle travaille comme femme de service dans différentes écoles des environs, aide également aux soins dans différentes infirmeries de campagne et s'occupe également d'enfants délaissés. Elle est depuis le milieu des années 1850 sous la direction spirituelle du curé de Waldbreitbach, l'abbé Jakob Gomm arrivé dans sa nouvelle paroisse en 1850, qui a une grande dévotion franciscaine. Elle-même entre dans le tiers-ordre franciscain. Elle connaissait saint François depuis sa tendre enfance.
Son ancien camarade de classe, et ancien cordonnier, Pierre Wirth fonde en 1862 avec l'aide du curé de Waldbreitbach la future congrégation des frères franciscains de la Sainte-Croix s'occupant des malades (en particulier psychiques) et des délaissés. Marguerite Flesch et sa sœur malade quittent donc en 1860 l'ermitage de la Kreuzkapelle, qui est laissé aux nouveaux franciscains, et s'installe avec l'aide de son beau-frère Ægidius dans une petite maison qu'elle fait construire sur un petit terrain acquis par elle en 1857. Elle y accueille également des malades, cette fois-ci sans le soutien du curé, et regroupe quelques compagnes pour l'aider. Elle a un caractère déterminé. Finalement, elle est comprise par lui et décide de prononcer des vœux simples en tant que tertiaire régulière. Elle prend donc le nom de Marie-Rose en 1863 en hommage à la Vierge Marie et à la sainte franciscaine Rose de Viterbe. Elle a 37 ans.
Cette union pieuse sans statut se développe et elle en est la supérieure. Ce n'est qu'au bout de six ans qu'elle devient supérieure générale élue par ses consœurs et reconnue par l'Église locale. Elle occupe cette charge, jusqu'en 1878.
La congrégation est alors une institution en plein essor avec une centaine de Sœurs et vingt-et-un couvents. Une autre religieuse est élue et Mère Rosa est assignée à diverses tâches subalternes dans différentes maisons. En effet des intrigues internes, menées en particulier par le nouveau directeur spirituel de la communauté de la  maison-mère, l'ont écartée de tout conseil et c'est dans l'oubli qu'elle poursuit sa vie au sein de la congrégation qu'elle a fondée, tandis que des sœurs de la première heure sont obligées de quitter la congrégation. Les jeunes sœurs ignorent tout de son passé et elle a interdiction de révéler qui elle est vraiment. Elle prie et coud des vêtements liturgiques. Une dernière photographie la montre en 1905 à côté de la supérieure générale, Mère Agatha Simons. Elle meurt ainsi à la maison-mère en 1906.

## Postérité et vénération
Il faut attendre la mort en 1915 du directeur spirituel pour s'intéresser de nouveau à elle. Son procès en béatification est ouvert en 1957 et la dépouille de Mère Marie Rose est installée en 1987 à son emplacement actuel dans la chapelle conventuelle de la maison-mère. Des recherches ont lieu dans les diverses archives diocésaines et communautaires au début du XXIe siècle qui permettent la publication de plusieurs livres réhabilitant son œuvre. Elle est Béatifiée le 4 mai 2008 en la cathédrale de Trèves par le cardinal Meisner (au nom du pape Benoît XVI) elle est liturgiquement commémorée le 19 juin, anniversaire de ses vœux perpétuels.